# Marie Walter-Hüni
Marie Walter-Hüni (* 15. April 1872 in Uetikon am See; † 2. September 1949 in Schiers) war eine Schweizer Gewerkschafterin und Frauenrechtlerin.

## Leben
Hüni wuchs in Uetikon auf und besuchte das Lehrerseminar Küsnacht. 1908 löste sie Margarethe Faas-Hardegger als Arbeiterinnensekretärin des Schweizerischen Gewerkschaftsbund ab, ein Amt, das sie bis 1924 innehatte. Unter ihrer Leitung werden die Arbeiterinnenvereine zunehmend in die Schweizer Arbeiterbewegung integriert.
Von 1909 bis 1918 war sie Redaktorin der Zeitschrift Vorkämpferin. Hüni war rege publizistisch und agitatorisch tätig. 1910 organisierte sie die erste Frauenkonferenz für Arbeiterinnen in St. Gallen. Als Schweizer Delegierte nahm sie an der Zweiten Internationalen Sozialistische Frauenkonferenz in Kopenhagen teil und propagierte fortan die Integration der Arbeiterinnen in sozialistischen Männerorganisationen. Hüni gehörte dem rechten Flügel der sozialdemokratischen Partei an. Ab 1918 verlor sie zunehmend an Einfluss im Schweizerischen Gewerkschaftsbund. Nach 1924 war sie in Bildungsarbeit und der Genossenschaftsbewegung engagiert.
Hüni war mit Emil Walter verheiratet; sie war die Mutter des Wissenschaftsphilosophen Emil Jakob Walter.

## Werke
- Das Frauenstimmrecht. Buchhandlung des Schweiz. Grütlivereins, Zürich 1913. (Digitalisat und Volltext im Deutschen Textarchiv).